# Famille Couperin
Cette page explique l’histoire ou répertorie les différents membres de la famille Couperin.
Pour les articles homonymes, voir Couperin.

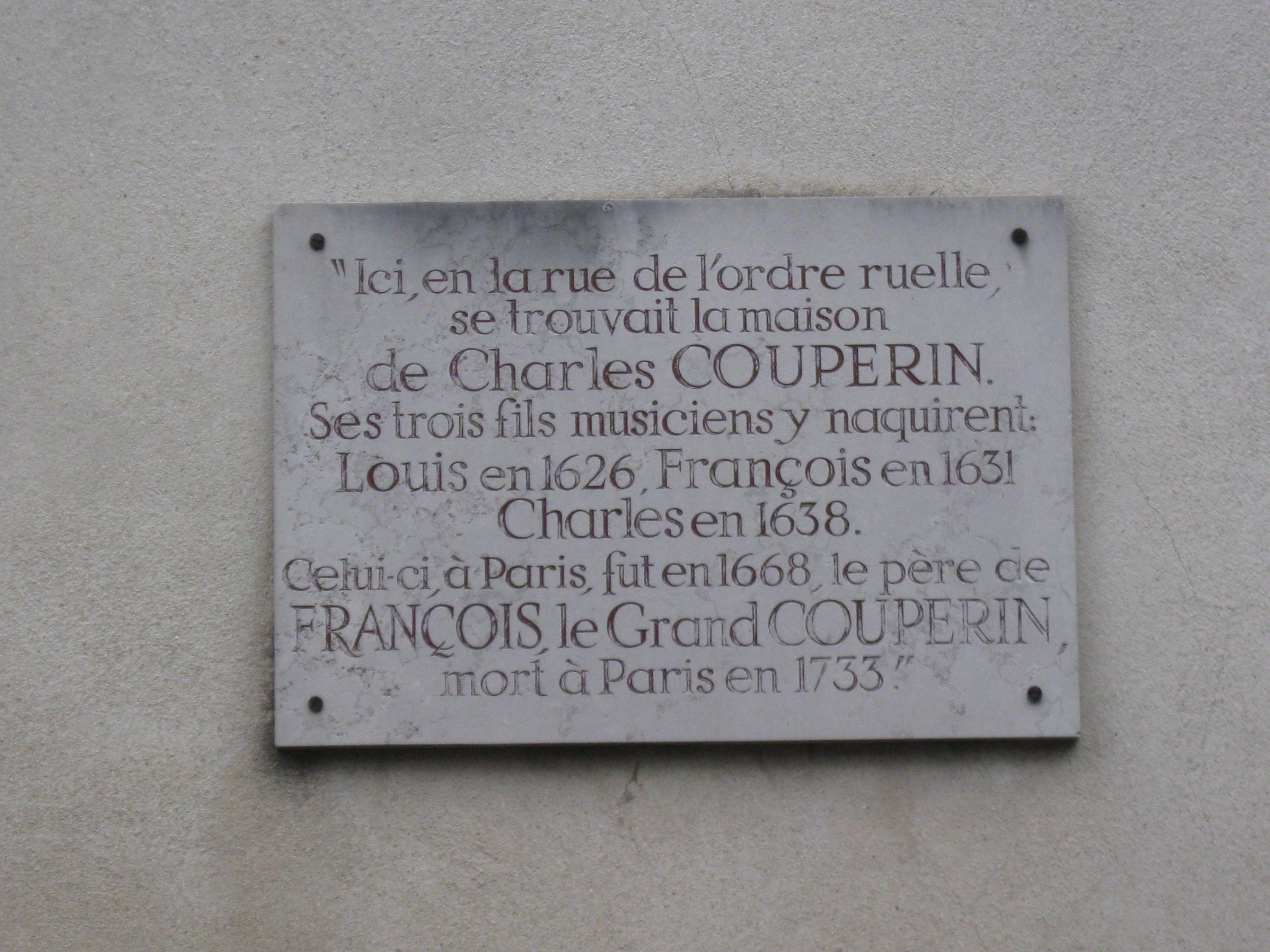
Plaque à Chaumes-en-Brie

La famille Couperin est la plus prolifique famille de musiciens français de la période baroque, originaires de Chaumes-en-Brie.
Ses membres les plus illustres furent Louis Couperin et François Couperin dit le Grand, son neveu. Armand-Louis, petit-neveu de Louis, a également laissé une œuvre musicale.
Les Couperin furent titulaires de façon continue pendant presque deux cents ans de l'orgue de l'église Saint-Gervais à Paris, l'un des instruments les plus importants de la capitale (le premier fut Louis Couperin).

## Généalogie simplifiée

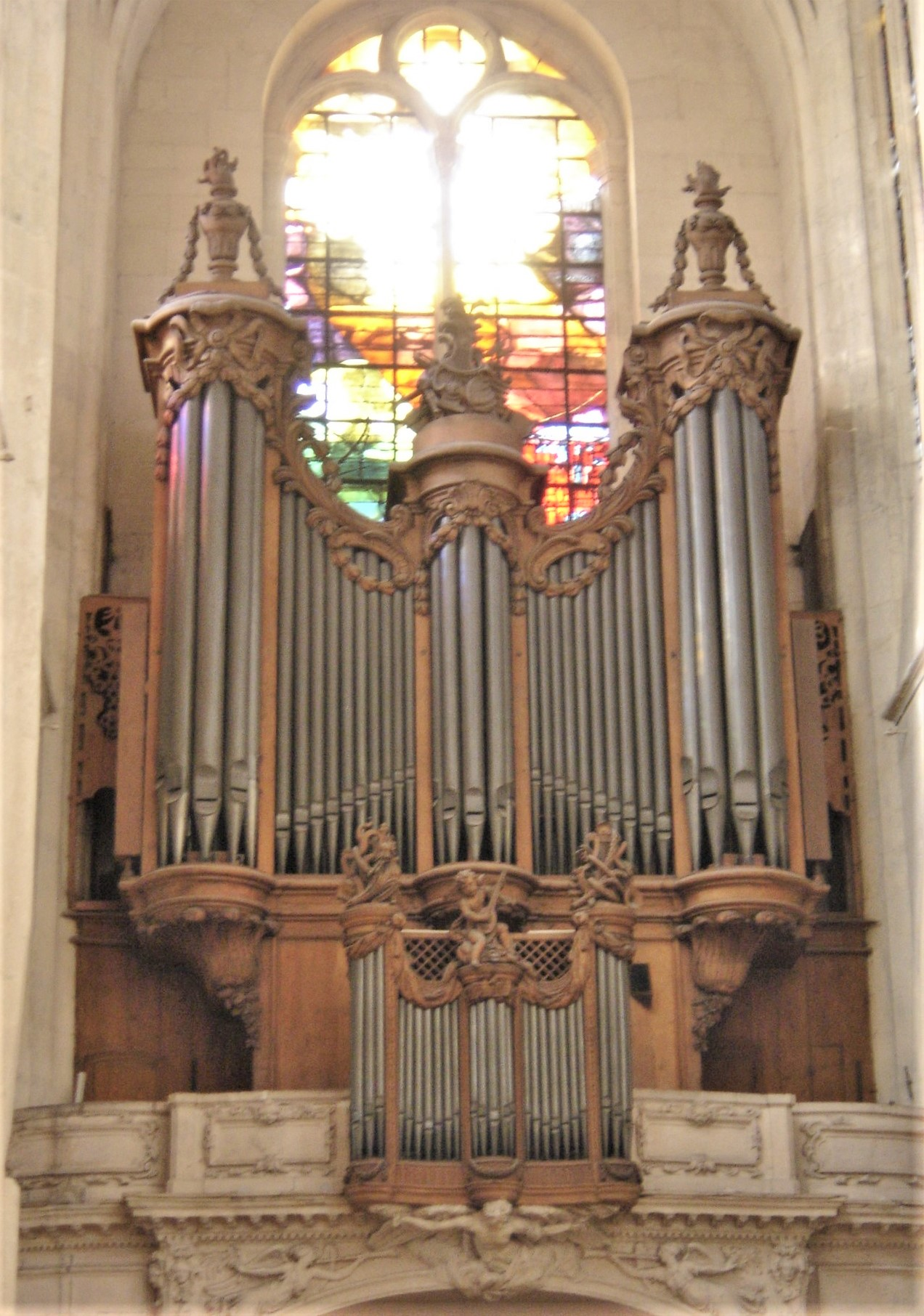
L'orgue de l'église Saint-Gervais à Paris

Les titulaires de l'orgue de Saint-Gervais sont en gras ; le nombre entre parenthèses indique leur ordre de succession.
- Mathurin Couperin mort en 1640, cultivateur, joueur d'instruments, épouse Anne Tixerrand
  - Férie (vers 1592-1647), épouse Philippe Chère, bourrelier
  - Denis (vers 1602-1656, notaire, joueur d'instruments, épouse Geneviève Baudet
  - Charles l'ancien (vers 1595-1654), joueur d'instruments, épouse Marie Aubry
    - Louis (1) (1626-1661) claveciniste, organiste et gambiste
    - François (1631-1701) dit l'aîné musicien, épouse Madeleine Joutteau puis Louise Bongard
      - Marguerite-Louise (1676-1728) cantatrice
      - Nicolas (4) (1680-1748), organiste, épouse en 1723 Marie-Françoise Dufort de La Coste (+1728)
        - Armand-Louis (5) (1727-1789), organiste, épouse Elisabeth Blanchet
          - Antoinette-Victoire (1754-1758), mariée à Auguste-Pierre-Marie Soulas, caissier des envois d'argent à la grande poste
          - Pierre-Louis (6) (1755-1789), qui signait «Couperin l'aîné», organiste
          - Gervais-François (7) (1759-1826), qui signait «Couperin le jeune», organiste, épouse en 1792 Hélène-Narcisse Frey (1775-1862)
            - Céleste-Thérèse (8) (1795-1860), organiste

    - Élisabeth (1636-1705) épouse de Marc Normand
      - Marc-Roger Normand (1663-1734), organiste de la cour de Sardaigne, fit carrière à Turin.

    - Charles (2) (1639-1679) organiste, épouse en 1662 Marie Guérin
      - François dit le Grand (3) (1668-1733), organiste, claveciniste, compositeur, épouse en 1689 Marie-Anne Ansault
        - Marie-Madeleine (1690-1742) religieuse, organiste
        - François-Laurent (mort après 1740)
        - Marguerite-Antoinette (1705-1778) claveciniste de la chambre du Roi

## Hommage
- L'astéroïde (6798) Couperin est nommé en leur honneur[2],[3].

## Pour approfondir